# Kenneth Murray

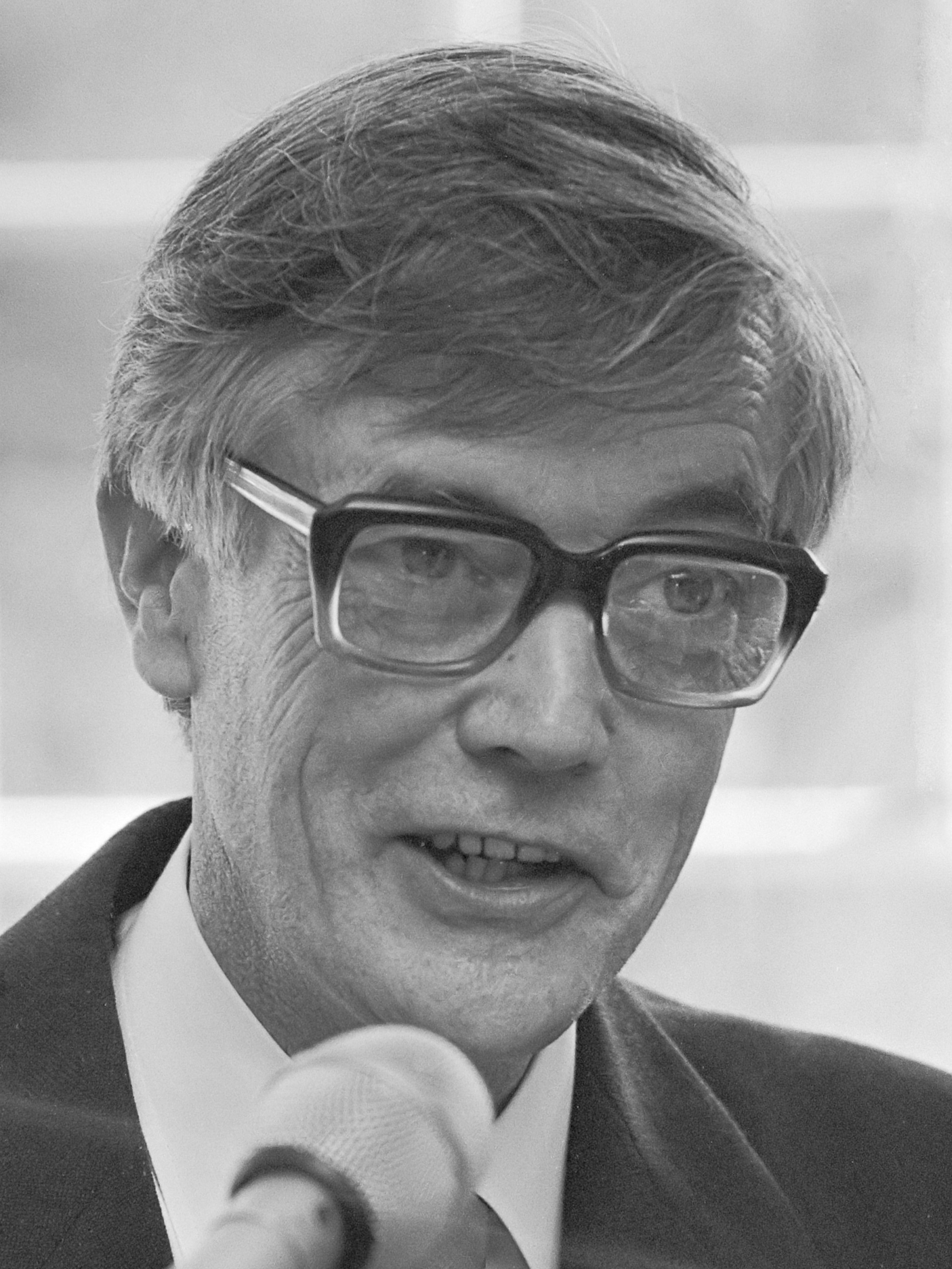
Kenneth Murray (1983)

Sir Kenneth „Ken“ Murray (* 30. Dezember 1930 in East Ardsley, Yorkshire; † 7. April 2013 in Edinburgh, Schottland) war ein britischer Molekularbiologe. Er ist vor allem für seine Beiträge zur Erforschung der Genetik des Hepatitis-B-Virus und zur Entwicklung eines rekombinanten Hepatitis-B-Impfstoffs bekannt und gilt als Pionier der Gentechnik.

## Leben und Wirken
Murray wuchs in Nottingham auf und verließ im Alter von 16 die Schule, um als Labortechniker für Boots Pure Drug Company zu arbeiten, einen örtlichen Pharmahersteller, dann für Glaxo. Er besuchte zunächst in Teilzeit Einrichtungen des tertiären Bildungsbereichs, erwarb dann aber an der University of Birmingham einen Bachelor in Chemie (1956) und bei Arthur Peacocke einen Ph.D. in Mikrobiologie (1959).
Ab 1960 arbeitete er als Postdoktorand bei J. Murray Luck an der Stanford University, ab 1964 bei dem Nobelpreisträger Frederick Sanger an der University of Cambridge. Seit 1967 gehörte Murray zum Lehrkörper der University of Edinburgh in der Abteilung für Molekularbiologie – die erste dieser Art im Vereinigten Königreich. Von 1976 bis 1984 leitete er die Abteilung, 1984 erhielt er eine ordentliche Professur.
Kenneth Murray gehörte 1978 zu den Gründern von Biogen, das als erstes europäisches Biotechnologie-Unternehmen gilt, und war von 1979 bis 1982 Direktor des European Molecular Biology Laboratory (EMBL) in Heidelberg. Von 1987 bis 1989 gehörte er zum Council der Royal Society. 1998 ging er in den Ruhestand, war aber weiter wissenschaftlich aktiv.
Murray befasste sich zunächst mit Histonen und der Struktur von Chromatin. Später erforschte er DNA-Protein-Interaktionen und entwickelte Methoden zur Fragmentierung von DNA mittels Restriktionsendonukleasen (und bereitete damit der DNA-Sequenzierung den Weg) und zur heterologen DNA-Rekombination mittels Lambda-Phage. Mit dieser Technik wurde auch der Hepatitis-B-Impfstoff entwickelt.
Kenneth Murray war seit 1958 mit der Molekulargenetikerin Noreen Murray († 2011) verheiratet, mit der er wissenschaftlich eng zusammenarbeitete. Das Paar blieb kinderlos. Gemeinsam gründeten sie mit den Einkünften aus der Vermarktung des Hepatitis-B-Impfstoffs den mit 12 Millionen Pfund Sterling ausgestatteten Darwin Trust of Edinburgh, um in Edinburgh Forschung und Lehre im Bereich der Naturwissenschaften, insbesondere Molekularbiologie, zu fördern. So trägt eine 2012 eröffnete  Bibliothek an der University of Edinburgh den Namen The Noreen and Kenneth Murray Library.

## Auszeichnungen (Auswahl)
- 1979 Mitglied der Royal Society
- 1985 Leeuwenhoek-Medaille der Royal Society
- 1987 Warren Alpert Foundation Prize[1]
- 1988 Mitglied der Academia Europaea[2]
- 1989 Mitglied der Royal Society of Edinburgh[3]
- 1993 Knight Bachelor
- 2000 Royal Medal der Royal Society of Edinburgh
- 2012 Royal Medal der Royal Society

Murray hielt Ehrendoktorate folgender Universitäten: University of Birmingham (1995), University of Manchester Institute of Science and Technology (1995), The University of Edinburgh (1998), University of Dundee (2000), University of St Andrews (2008), Cold Spring Harbor Laboratory (2012).